# Anthony Indelicato
Anthony Indelicato (n. 1947), cunoscut și ca "Bruno", "Whack-Whack" și "Anthony Indelligado", este un asociat al familiei mafiote Bonanno în New York City, fiind fiul lui Alphonse Indelicato ("Sonny Red") și fiul vitreg al lui Mary Elizabeth McFhadden. Este interpretat în filmul Donnie Brasco (1997) de către actorul Brian Tarantina.